# Olle Wallin
Olle Wallin (* 22. Oktober 2001 in Halmstad) ist ein schwedischer Tennisspieler.

## Karriere
Wallin spielte zwischen 2017 und 2019 rund 50 Matches auf der ITF Junior Tour und erreichte dort Rang 566.
Er begann 2020 ein Studium an der University of North Carolina at Charlotte, von wo er nach einem Jahr an die Texas Tech University wechselte. Dort erlangte er 2024 den Bachelor. Während des Studiums war er im College Tennis aktiv und erreichte den 30. Einzelrang unter den College-Spielern. 
Bei den Profis spielte Wallin bereits während seiner Studienlaufbahn erste Turniere. 2022 war er erstmals erfolgreich, als er auf der ITF Future Tour nacheinander zwei Turniere gewann, was ihn in die Top 700 der Weltrangliste führte. 2023 gewann er den ersten Doppeltitel, 2024 folgte sein dritter Einzeltitel und 2025, im ersten Jahr ohne Studium, der vierte Titel. Zu seinem ersten Auftritt außerhalb von Futures kam Wallin im Juli 2025, als er für die Qualifikation des ATP-Tour-Events in Båstad eine Wildcard erhielt. Mit der Nummer 230 der Welt Viktor Durasovic erzielte er seinen größten Sieg, gemessen am Ranking, bevor er Filip Misolic unterlag. Im Doppel unterlag er mit seinem Landsmann Elias Ymer im Hauptfeld bereits zum Auftakt. Mit Platz 468 erreichte er ein neues Karrierehoch.